# Hoc Press
Hoc Press är ett svenskt bokförlag, grundat 2019, som ger ut skönlitteratur och sakprosa. Förlaget har givit ut texter av Kerstin Bergström, Anna Blennow, Nina Björk, Sara Danius, Marie Ledendal, Andreas Kittel, Annina Rabe och Philip Warkander. Hoc Press är medlem i Nordiska oberoende förlags förening (NOFF).